# Zoropsis oertzeni
Zoropsis oertzeni là một loài nhện trong họ Zoropsidae.
Loài này thuộc chi Zoropsis. Zoropsis oertzeni được miêu tả năm 1901 bởi Dahl.